# Psylla simlae
Psylla simlae är en insektsart som beskrevs av Crawford 1912. Psylla simlae ingår i släktet Psylla och familjen rundbladloppor. Inga underarter finns listade i Catalogue of Life.